# Господарь, Вадим Иванович
Вадим Господарь (латыш. Vadims Gospodars; род. 25 декабря 1983, Кривой Рог, Днепропетровская область) — латвийский футболист, игравший на позиции полузащитника.

## Клубная карьера
Родился 25 декабря 1983 года в Кривом Роге. В детстве переехал в Латвию. В 13 лет поступил в Днепропетровский спортинтернат, в 1999 году подписал свой первый профессиональный контракт со «Сконто». В первую команду попал в 2000 году, но в течение трёх сезонов сыграл только в одном матче за клуб. В 2003 году переехал в российский клуб первого дивизиона «Лада» (Тольятти). Играя регулярно, он не смог помочь команде избежать вылета во второй дивизион. По итогам сезона вошел в символическую сборную первого дивизиона до 21 года. После сезона, играя на турнире за сборную первого дивизиона в Краснодаре, получил тяжелую травму — разрыв крестообразной связки колена. Покинул клуб в начале 2004 года. В 2005 году вошёл во вновь созданный латвийский клуб высшей лиги «Вента». После половины сезона клуб постиг финансовый кризис — первые игроки команды были отпущены, и сезон был закончен на 8-м месте в таблице, доигрывая молодёжной командой. Впоследствии клуб был распущен, и Господарь в начале 2006 года переехал в Армению, где играл за «Мику». Он играл несколько матчей в первой команде, но в основном использовался в резерве. В июле 2006 года расторг контракт и в августе подписал контракт с ФК «Вентспилс». Постоянные травмы не позволили показать себя. В 2008 году подписал контракт с командой «Юрмала», где вскоре стал игроком основного состава. Он играл там в течение полутора сезонов, после чего перешёл в белорусский клуб «Витебск» в июле 2009 года где стал лидером команды, часто признавался лучшим игроком матча и помог команде сохранить место в высшей лиге. Играл в клубе до января 2011 года, провёл 42 матчах, забил один гол. Перед началом сезона 2011 присоединился к клубу чемпионата Латвии «Юрмала». В течение сезона забил 9 мячей в 25 матчах и стал вторым лучшим бомбардиром своей команды после Вита Римкуса, который забил 10 голов. Перед началом сезона 2012 перешёл «Даугаву» Рига в качестве одного из самых опытных игроков и был избран капитаном клуба. В марте 2013 года перешёл в белорусский клуб «Неман» (Гродно), но не сыграл за него ни одного матча. В августе 2013 года он присоединился к финской команде «Каяани». В 2015 году выступал за клуб первой лиги Латвии «Карамба Динамо» где был капитаном команды и помог клубу по итогам сезона выйти в высшую лигу. С 2016 года вместе со своим отцом является владельцем ФК «Юрниекс».

## Карьера за сборную
Госпадарь в разное время выступал за разные сборные Латвии: до 17 лет, до 19 лет и до 21 года. Но ни разу не сыграл за национальную сборную Латвии.

## Достижения

### Сконто
- Чемпион Латвии: 2000, 2001 и 2002;
- Обладатель Кубка Латвии: 2000, 2001 и 2002.

### Мика
- Обладатель Кубка Армении: 2000;
- Обладатель Суперкубка Армении: 2006.